# ديف ريتشاردسون
ديف ريتشاردسون (16 سبتمبر 1959 في جنوب أفريقيا - ) (بالإنجليزية: Dave Richardson)‏ هو لاعب كريكت جنوب أفريقي. لعب مع Eastern Province (cricket team) ‏ ونادي الشماليين للكريكت ‏.

## وصلات خارجية
- ديف ريتشاردسون على موقع إي آس بي آن كريك إنفو (الإنجليزية)